# أغنيس من هسن
أغنيس من هسن (31 مايو 1527 - 4 نوفمبر 1555)؛ كانت أميرة هسن بالولادة، ومن خلال الزواج أصبحت ناخبة ساكسونيا ودوقة ساكسونيا.
تعتبر أغنيس الابنة الكبرى لـ فيليب الشهم لاندغراف هسن وزوجته الأولى كريستين الساكسونية، تنتسب والدتها إلى أسر العريقة فتين الألمانية وياغيلون البولندية وكذلك هابسبورغ النمساوية ولوكسمبورغ البوهيمية، تزوجت في 9 يناير 1541 من ابن خالها موريس دوق ساكسونيا، يقال أن الزوجين هم من قاما بترتيب الزواج، عكس من هو شائع آنذاك بحيث يتم الترتيب من قبل الوالدين، وفي عام 1547 أصبح زوجها ناخب ساكسونيا بسبب ولائه لإمبراطور وبعد هجر ابن عمه المتمرد، أنجبت له:-
- آنا (23 ديسمبر 1544 - 18 ديسمبر 1577)؛ تزوجت من فيليم الصامت أمير أوراني، لهم ذرية بما في ذلك موريس أمير أوراني.
- ألبرشت (28 نوفمبر 1545 - 12 أبريل 1546).

توفي الناخب موريس في 9 يوليو 1553 متأثراً بجراحه في معركة سيفرسهاوزن، وفي 26 مايو 1555 تزوجت أغنيس من يوهان فريدرش الثاني دوق ساكسونيا ابن غريم زوجها، ولكنها كانت في حالة صحية سيئة بحيث توفيت بعد 6 أشهر من الزواج.